# 株式持ち合い
株式持ち合い（かぶしきもちあい）とは、複数の株式会社が、お互いに相手方の発行済株式を保有する状態を指す。相互保有されている株式を相互保有株式という。日本銀行金融研究所は、「上場企業（信託銀行を除く）の2社が相互に株式を保有している状態」と定義している。
この状態は、日本特有のものとされるが、似た構造は、韓国の財閥の循環出資（ロッテグループなど）、ドイツでも存在した。この項目では、特筆しないかぎり日本国内のケースについて述べる。

## 概要
日本企業の株主には個人株主も多いが、法人株主も多い。ある企業の大株主はまた別の企業である、というケースも多い。特に同じ集団に属する企業同士がお互いの株を所有しあうことを株式持ち合いという、戦前の財閥グループ内でこの持ち合いが多くみられ、さらに戦後、外資や投機グループなどによる株式買い占め・乗っ取りへの対処策とし、株式持ち合いが進んだ。アメリカなどでは株主総会で業績の悪い経営者の更迭というケースが多いが。日本でそれが少ない理由の一つにはこの株式持ち合いがある。仮に、企業Aの業績が悪く、株主である企業Bが企業Aの経営者をクビにするように求めると、企業Bの経営者も自社の業績が悪くなった時に自分自身が他の企業からやられてしまうかもしれない。これより、より長い目で考え、同じグループの企業同士、お互いに資金は出すが文句はいわない安定株主の役割を果たし、さらに長期的・安定的取引先としての良好な関係を結ぶ方が得策、という考え方が株式持ち合いである。

## 持ち合う目的
持ち合いも含めた安定株式比率は、1973（昭和48）年度末の法人持株比率が66.9 %にも達したころがピークである。ここへ至るまでのブームについて、指摘の仕方が分かれている。持ち合い目的は次の3つとされている。
1. 高度経済成長を続けた日本では、企業の設備需要から慢性的な資金不足が生じているものの終戦後のハイパーインフレかつ未熟な資本市場という背景があり、企業側の安定資金の大量調達の需要と銀行側の成長企業を見つけ業容を拡大させたいという需要が合致した結果、メインバンク相互の担保として。
2. 原材料会社や部品会社、加工会社、販売会社のような間で長期にわたる取引を行う担保として、また総合商社と関係を深め輸出や海外事業の活動を行うため。
3. 日本が1964年にOECDに加盟したことで貿易自由化・資本自由化が求められていたが、証券不況につけこんだ外資による乗っ取りを危険視する声が財界で高まっていた。つまり、財閥系や大手銀行系を中心に企業が結束するため。

## 問題の指摘
株式の持ち合いは以下の危険性がある。
- 資本の空洞化を招くことから、会社法上の資本充実の原則からすれば問題がある。
- 株主総会における議決権による監視機能が形骸化して損なわれ、さらには経営の歪曲化を招く恐れがある。
- 実質上「物言わぬ株主」の比率が高まることで、企業統治の維持・改善が損なわれる恐れがある。

ところが、バブル経済の崩壊以後、会計基準の潮流が取得原価主義から時価主義へと移行するのに伴い、業績の悪い会社の株式を保有し続けることが、決算に悪影響を与える等経営上のリスク、マイナス要因となることから、株式の持ち合いを解消する動きが見られるようになった。この件に関して、丸山夏彦は、「経営」と「市場」を功罪両面から分析している。
2000年代に入ってさらに解消の流れは強まり、上場企業と保険会社が保有する他の上場企業の株式は、1988年には市場全体の時価総額の50％を上回っていたが、2013年度は約16％まで低下した。それでも3メガバンクは、2015年6月時点で株を合計6兆5000億円（取得原価ベース）も保有していた。
アベノミクスによる成長戦略の中でも規制が強まり、持ち合い株を保有する281社のうち168社が2014年度中に保有銘柄の数を減らした。2015年には第2次安倍晋三内閣によるスチュワードシップ・コード（SC）とコーポレートガバナンス・コードの推進を受けて、金融庁は「金融行政方針」の中で、持ち合い株の縮減について3メガバンクを名指しで突き付けた。欧米のグローバル金融機関が10％を切るのに対して、3メガは40％を超える。保険業界などの金融機関が企業側の議案に反対するなど、ROEに代表される収益性や株主還元などを基準に従来よりも厳しい姿勢が強まり、金融機関・企業双方に対して企業価値向上に向けた緊張感をもたらす動きが広まった。2015年11月、大林組は今後5～6年で1000億円分を売る。コマツは保有をほぼゼロにした。同年12月、三菱ケミカルホールディングスは持ち合い株の4割にあたる、時価約1000億円相当の株式を2～3年で売却し、成長事業への投資に当てる方針を発表した。

## 規制
元来日本における規制のあり方をめぐる見解には、奥村宏の「資本主義経済を取っている以上、持合は不可解なものであり、一切を禁止するべきだ」というものや、持合の数量規制を5%にすべきという発想があった。最近では、株式持合の再評価がなされている。規制緩和を行い、株式持合いを解消すれば、外国資本による日本への投資・買収がさかんになるかもしれないからである。銀行は現在、2015年現在、企業が発行する株式の5％まで保有することが許されている。なお米国などは銀行による株式保有は原則禁止されている。
2007年現在の会社法上は、相互保有の解消義務は明確に定められてはいない。その理由としては、相互保有についても一定の合理性が認められている点と、相互保有解消を急進した場合に発生する社会的影響を回避するためである。直接の規制は、4分の1以上の取得している場合に議決権が停止される（会社法308条1項括弧書）のみである。三角持ち合いないし循環的相互保有は、規制の対象にならない。
国内外の機関投資家や個人株主を尊重し、企業統治を進める中で企業価値を改善・向上するために、「日本再興戦略改訂2015」では「『攻め』のコーポレートガバナンスの更なる強化」がテーマに掲げられた。また国際会計基準（IFRS）の採用によって、持ち合い株の買戻しによる益出しと呼ばれる見た目上の利益のかさ上げ行為ができなくなる。
日本以外
- インドネシア - 会社法においては、直接的あるいは間接的に株式を保有する他の会社に対する新株発行が明確に禁じられている。